# Cinnamomum curvifolium
Cinnamomum curvifolium là loài thực vật có hoa trong họ Nguyệt quế. Loài này được (Lam.) Nees miêu tả khoa học đầu tiên năm 1836.